# Dominik Hollý
Dominik Hollý (* 11. listopadu 2003 Bánovce nad Bebravou) je slovenský profesionální fotbalista, který hraje na pozici středního záložníka za český klub AC Sparta Praha a za slovenský národní tým.

## Klubová kariéra

### AS Trenčín
Hollý je odchovancem trenčínského fotbalu. Ve slovenské Fortuna lize debutoval v dresu Trenčína 11. září 2021 ve venkovním utkání proti Žilině. V jarní části sezóny 2021/22 se stal stabilním členem základní sestavy a dohromady odehrál 24 soutěžních utkání, v nichž vstřelil 4 branky. O místo v týmu nepřišel ani v následujících dvou sezónách a celkem v dresu Trenčína nastoupil do 66 zápasů.

### Jablonec
Dne 22. února 2024 přestoupil Hollý do českého klubu FK Jablonec. Hollý podepsal se severočeským klubem víceletý kontrakt. Svůj debut si odbyl 24. února při remíze 3:3 se Slovanem Liberec. 7. dubna vstřelil svou první branku v dresu Jablonce, a to při prohře 2:3 s Baníkem Ostrava. Pod vedením trenéra Radoslava Látala se rychle zabydlel v základní sestavě jabloneckého mužstva a v jarní části sezóny nastoupil do 14 zápasů a vstřelil 1 branku. Díky svým výkonům se dostal až do slovenské reprezentace.
V prvním kole sezony 2024/25 se Hollý střelecky prosadil při výhře 2:0 nad Mladou Boleslaví. 10. srpna se Hollý brankou podílel na výhře 2:0 s Duklou Praha a o dva týdny později gólem rozhodl o výhře 2:1 na půdě Bohemians 1905. V průběhu celé sezony patřil ke klíčovým hráčům Jablonce, 7 brankami ve 34 soutěžních zápasech přispěl ke konečné páté příčce.

### Sparta Praha
Dne 6. června 2025 přestoupil Hollý do pražské Sparty.

## Reprezentační kariéra
Hollý od roku 2021 reprezentuje Slovensko na mládežnických úrovních. V létě 2022 si zahrál jako stabilní člen základní sestavy na Mistrovství Evropy do 19 let, kde Slováci skončili na 5. místě.
V prosinci 2022 obdržel Hollý první pozvánku do slovenské reprezentace, a to na tréninkový kemp. Svůj reprezentační debut si odbyl 5. června 2024 v přátelském utkání proti San Marinu, když v 68. minutě vystřídal dalšího debutanta Tomáše Riga.
V létě 2025 byl nominován na závěrečný turnaj Mistrovství Evropy do 21 let.